# Морон (Куба)
Морон (шп. Morón) је град на Куби у покрајини Ciego de Ávila. Према процени из 2011. у граду је живело 56.588 становника.

## Становништво
Према процени, у граду је 2011. живело 56.588 становника.
| 1991.  | 2011.  |
| ------ | ------ |
| 50.467 | 56.588 |